# Magdalena Kasiborska
Magdalena Kasiborska (ur. 15 stycznia 2000) – polska uczestniczka konkursów piękności, Miss Polski (2019).

## Życiorys
Pochodzi z Zabrza. Jako uczestniczka konkursów piękności wywalczyła między innymi tytuł Miss Beskidów 2019.
8 grudnia 2019 roku została Miss Polski 2019 pokonując w finale 23 rywalki. W momencie kiedy została Miss Polski była w Bielskiej Wyższej Szkole im. Józefa Tyszkiewicza w Bielsku-Białej na kierunku Odnowa Biologiczna (Wellness & Spa).
W 2021 zrezygnowała z udziału w konkursie Miss Universe z przyczyn zdrowotnych.